# TPz Fuchs
O Transportpanzer Fuchs é um veículo blindado de transporte de pessoal, desenvolvido em 1979 pela empresa Rheinmetall, para o Exército da Alemanha.

## Operadores
- Alemanha - Exército da Alemanha
- Arábia Saudita - Exército da Arábia Saudita
- Países Baixos - Exército Real Neerlandês
- Reino Unido - Exército do Reino Unido
- Estados Unidos - Exército dos Estados Unidos
- Venezuela - Exército da Venezuela

| {{{caption}}}                |
| Um Fuchs do Exército Alemão. |

| {{{caption}}}          |
| Em operação na Bósnia. |

| {{{caption}}}                                                                            |
| Transportpanzer Fuchs 1A3 NBC (Nuclear, Biológico e Químico), veículo de reconhecimento. |